# Geroda cornifera
Geroda cornifera là một loài bướm đêm trong họ Noctuidae.